# Інститут астрономії та астрофізики Академії Сініка
Інститут астрономії та астрофізики Академії Сініка (кит.: 中央研究院天文及天文物理研究所, англ. Academia Sinica Institute of Astronomy and Astrophysics, ASIAA) — науково-дослідний інститут на Тайвані, афілійований з Академією Сініка. Розташований в астрономічно-математичному корпусі Національного тайванського університету в Тайбеї на Тайвані, а також має офіс у Хіло на Гаваях. Інститут був заснований 1 червня 2010 року.

## Дослідження
Сфери досліджень Інституту астрономії та астрофізики варіюються від Сонячної системи до зореутворення, галактик і космології. Інститут астрономії та астрофізики очолював або брав участь у будівництві й експлуатації кількох телескопів, у тому числі телескопа AMiBA для вивчення реліктового випромінювання, Тайвансько-Американського огляду покриттів, Субміліметрового масиву та багатьох інших дослідницьких проєктів.

## Проєкти
Інститут астрономії та астрофізики бере участь у кількох дослідницьких проєктах, зокрема:
- Тайвансько-американський огляд покриттів (TAOS)
- Transneptunian Automated Occultation Survey (TAOS II)
- Решітка Юаня Цзе Лі для анізотропії мікрохвильового фону[en] (AMiBA)
- Теоретичний інститут передових досліджень в астрофізиці (TIARA)
- Огляд Hyper Suprime-Cam (HSC).
- Атакамський великий міліметровий масив (ALMA)
- Гренландський телескоп
- Космічний інфрачервоний телескоп для космології та астрофізики[en] (SPICA)

## Обсерваторії
Інститут астрономії та астрофізики має доступ до кількох обсерваторій:
- Субміліметровий масив[en]
- Телескоп CFH
- Телескоп Субару
- Гренландський телескоп

## Директори
Директори підготовчого відділу до офіційного заснування інституту
- Тайфун Лі[en] (1993—1994)
- Чі Юань (1994—1997)
- Фред Ло[zh] (1997—2002 серпень)
- Пол Хо[zh] (вересень 2002 — серпень 2003)
- Сун Квок[en] (вересень 2003 — серпень 2005)
- Пол Хо (вересень 2005 — травень 2010)

Директори Інститутe астрономії та астрофізики Академії Сініка
- Пол Хо (червень 2010 — серпень 2014)
- Йоу-Хуа Чу[en] (вересень 2014 — серпень 2020)
- Шианг-Ю Ван (в.о. директора, вересень 2020 — серпень 2021)
- Уе-Лі Пень (від вересня 2021)